# Дон Ковэй
Дон Ковэй (англ. Don Covay, настоящее имя Дональд Джеймс Рэндольф (англ. Donald James Randolph); 24 марта 1936, Оринджберг, Южная Каролина, США — 31 января 2015, Нью-Йорк, США) — американский R&B и блюзовый певец и автор песен. Номинант Blues Music Awards в номинации «Альбом-возвращение» (2001).. Автор ряда известных хитов, в частности песни «Pony Time» Чабби Чекера, которая в 1960 году возглавила Billboard Hot 100 и песни «Chain of Fools» Ареты Франклин удостоенной Грэмми за исполнении этой песни, введённой в Зал славы Грэмми и отнесённой журналом Rolling Stone к числу 500 величайших песен всех времён. С этой же песней сам Дон Ковэй в 1969 году был номинирован на Грэмми в номинации «Лучшая песня ритм-н-блюза». Песня Ковэя «Tell Mama» в исполнении Этты Джеймс введена в Зал славы блюза 

## Биография
Дон Ковэй родился в Оринджберге, Южная Каролина в 1936 году. Его отец, баптистский проповедник умер в 1944 году, когда Ковэю было восемь лет. Со своей матерью Хелен Циммерман Рэндольф, и братьями и сестрами в начале 1950-х годов Ковэй переехал в Вашингтон. Там он начал петь в Cherry Keys, госпел-квартете своей семьи. Ковэй перешёл к светской музыке в составе группы Rainbows (в состав которой входили Марвин Гэй и Билли Стюарт) и сделал свои первые записи с этой группой в 1956 году.
Сольная карьера музыканта началась в 1957 году в составе Little Richard Revue, где он работал как шофером звезды, так и разогревающим артистом. В 1957 году Ковэй под псевдонимом Pretty Boy при продюсировании Литтл Ричардом и участии его группы поддержки The Upsetters, записал сингл «Bip Bop Bip»/«Paper Dollar», выпущенный Atlantic Records. В течение следующих нескольких лет Ковэй записал несколько синглов на разных лейблах, но успеха так и не добился. Вместе с тем он начал получать известность как автор песен, его песни в конце 1950-х и начале 1960-х исполняли такие музыканты, как например Рики Нельсон. Первый успех пришёл к нему в 1961 году, когда его группа Don Covay & The Goodtimers записала и выпустила сингл «Pony Time», который достиг 60-го места в Billboard Hot 100. В этом же году Чабби Чекер записал свою версию песни и она стала синглом № 1 в Billboard Hot 100.
В 1962 году Ковэй выпустил свой первый хит под своим собственным именем «The Popeye Waddle», танцевально-ориентированный трек, добравшийся до 75 места в Billboard Hot 100. Он также начал писать песни для Roosevelt Music в Нью-Йорке, в частности написал хит для Соломона Бёрка «I'm Hanging Up My Heart for You». Gladys Knight & the Pips попали в двадцатку лучших в США с песней Ковэя «Letter Full of Tears», а Уилсон Пикетт записал «I'm Gonna Cry (Cry Baby)» Ковэя в качестве своего первого сингла на Atlantic Records. Сам Ковей в 1964 году выпустил один из самых своих больших хитов «Mercy, Mercy», где на гитаре сыграл молодой Джими Хендрикс . В следующем году песня была записана Rolling Stones и выпущена первой песней в американском издании альбома Out of Our Heads.
В том же году Ковэй заключил контракт с Atlantic Records и сингл «See Saw» 1965 года, написанный в соавторстве с гитаристом Стивом Кроппером, добрался до 44 места в Billboard Hot 100. В том же году был выпущен и дебютный альбом Ковэя Mercy!. В дальнейшем Ковэй в той или иной мере успешно записывался, в 1968 году Ковэй организовал группу Soul Clan с Соломоном Бёрком, Джо Тексом, Беном Э. Кингом и Артуром Конли, но она долго не продержалась, выпустив один альбом Soul Meeting в 1969 году и один сингл в 1968 году. В 1969 году он, совместно с Джоном Хэммондом и бывшим гитаристом The Shirelles Джо Ричардсоном организовал Jefferson Lemon Blues Band, существовавшей до начала 1970-х, выпустившей два альбома и несколько синглов, имевших сравнительно скромный успех. 
Вместе с тем карьера Ковэя как автора песен развивалась как нельзя лучше. В 1969 году Арета Франклин была удостоена Грэмми за исполнение песни Ковэя «Chain of Fools», которую он написал примерно 15 годами ранее. Песни Ковэя за время его карьеры записывали например такие исполнители, как Литтл Ричард, Джин Винсент, Этта Джеймс, Ванда Джексон, Конни Фрэнсис, Steppenwolf, Бобби Уомак, The Rolling Stones, Уилсон Пикетт, Small Faces, Грант Грин, Бонни Райт, The Kinks, Соломон Бёрк, Перси Следж, Рой Томпсон, Отис Реддинг, Отис Клей, Стив Уинвуд, Херби Мэнн, Энн Пиблз, Том Джонс, J. Geils Band, Рафаэлла Карра, The Staple Singers, The Holmes Brothers, Ар Эл Бёрнсайд, Чарльз Уокер, Марша Болл, Бет Харт, Джо Бонамасса, Джоан Шоу Тейлор. Кавер-версии песни «Mercy, Mercy» записали 40 исполнителей, а песни «Chain of Fools» 42 исполнителя 
Ковэй присоединился к Mercury Records в 1972 году в качестве руководителя отдела по работе с артистами и репертуаром, одновременно начав записывать свой альбом Superdude. Альбом принес две из его самых успешных песен: «I Was Checkin' Out, She Was Checkin' In» и «Somebody's Been Enjoying My Home». Затем он выпустил еще два успешных сингла: «It's Better to Have (and Don't Need)» в 1973 году, его единственный хит как исполнителя в Великобритании, за которым последовал «Rumble in the Jungle» в 1974 году, вдохновлённый боксёрским поединком между Мухаммедом Али и Джорджем Форманом. В конце 1970-х он записывался для Philadelphia International Records, но затем перестал записываться, вновь появившись лишь в 1986 году в качестве бэк-вокалиста на альбоме Rolling Stones Dirty Work.
В 1992 году Ковэй перенёс инсульт с тяжёлыми последствиями. В следующем году Ронни Вуд из Rolling Stones, Игги Поп, Тодд Рандгрен и другие музыканты записали трибьют Ковэю Back to the Streets: Celebrating the Music of Don Covay. В 1994 году Ковэй был удостоен награды Pioneer Award от Rhythm and Blues Foundation.
Лишь в 2000 году Ковэй выпустил новый альбом Adlib, его первый альбом за 23 года. В записи альбом приняли участие такие музыканты, как Пол Роджерс, Уилсон Пикетт, Ли Кониц, Отис Клей, Энн Пиблз, Сил Джонсон, Хьюи Льюис и Дэн Пенн. Обложку альбома нарисовал Ронни Вуд. В основном он записан гостями: сам Ковэй по состоянию здоровья уже не мог нормально петь, и его вклад по существу представлял собой речитатив и немного бэк-вокала . В 2001 году альбом был номинирован на Blues Music Awards в номинации «Альбом-возвращение». Этот альбом стал последним студийным альбомом музыканта. 
Дон Ковэй умер от инсульта 31 января 2015 года в возрасте 78 лет в больнице на Франклин-сквер, Нью-Йорк.
«(Дон Ковэй) имел что-то особенное, что отличало его от других соул-исполнителей того времени, что-то, что квалифицировало его как рок-н-ролльного, так и R&B-исполнителя» .

## Дискография

### Альбомы
- Mercy! (1965)
- See Saw (1966)
- The House Of Blue Lights (1969)
- Different Strokes for Different Folks (1972)
- Super Dude I (1973)
- Hot Blood (1975)
- Travelin' in Heavy Traffic (1976)
- Funky Yo Yo (1977)
- Adlib (2000)
- Super Bad (2009, сборник)

### Синглы, попавшие в чарты
| Год  | Сингл                                                         | Позиция | Позиция | Позиция |
| Год  | Сингл                                                         | US Pop  | US R&B  | UK      |
| ---- | ------------------------------------------------------------- | ------- | ------- | ------- |
| 1961 | «Pony Time»                                                   | 60      | -       | -       |
| 1962 | «The Popeye Waddle»                                           | 75      | -       | -       |
| 1964 | «Mercy, Mercy»                                                | 35      | -       | -       |
| 1964 | «Take This Hurt Off Me»                                       | 97      | -       | -       |
| 1965 | «Please Do Something»                                         | -       | 21      | -       |
| 1965 | «See Saw»                                                     | 44      | 5       | -       |
| 1967 | «Shingaling '67»                                              | -       | 50      | -       |
| 1968 | «Soul Meeting» в составе группы The Soul Clan                 | 91      | 34      | -       |
| 1970 | «Black Woman» в составе группы The Jefferson Lemon Blues Band | -       | 43      | -       |
| 1973 | «I Was Checkin' Out, She Was Checkin' In»                     | 29      | 6       | -       |
| 1973 | «Somebody’s Been Enjoying My Home»                            | -       | 63      | -       |
| 1973 | «It’s Better to Have (and Don’t Need)»                        | 63      | 21      | 29      |
| 1974 | «Rumble in the Jungle»                                        | -       | 83      | -       |
| 1980 | «Badd Boy»                                                    | -       | 74      | -       |